# Hôtel de l'ancienne douane de Cherbourg
L'hôtel de l'ancienne douane, ou hôtel Épron de la Horie, est un monument situé à Cherbourg-en-Cotentin, en France.
Successivement caserne des Suisses, hôpital auxiliaire des travaux de la rade, demeure des armateurs Richer, Cousin, Despréaux, Lias au XIXe siècle et hôtel des douanes durant l’Entre-deux-guerres, il a abrité le siège de la Caisse d’épargne jusqu'en 2020 et depuis une étude de notaire.

## Localisation
Le bâtiment est situé dans le département français de la Manche, dans le centre-ville de Cherbourg-Octeville, à l’angle de la rue du Val-de-Saire et du quai Lawton-Collins, à 700 m au sud de la gare transatlantique.

## Historique
L'hôtel particulier est construit en 1781 par Jacques Martin Maurice, « entrepreneur des ouvrages du Roi », enrichi grâce aux travaux de la digue.
Jacques Martin Maurice possède l'immeuble jusqu’en 1802, année où l'armateur Pierre-François Richer et son épouse Martha Cook en furent propriétaires. À la suite de la faillite de sa société, l'hôtel est vendu en 1819 à Louis-Jacques Epron de la Horie, officier de marine. Toutefois, celui-ci n'occupe pas la maison et la loue à Louis-Martin Laval-Bohn, négociant et premier adjoint au maire de la ville. Il en loue aussi la moitié à l'armateur François Cousin-Despréaux à partir de 1824. Ce dernier rachète même l'immeuble en 1827.
Le bâtiment est ensuite acheté par le riche Victor-Eugène Liais, négociant en armement et fournitures pour la Marine, et qui a, selon l'historien Bruno Centorame, « laissé la succession la plus élevée à Cherbourg au cours du XIXe siècle (plus d’un million de francs-or) ». À partir de 1874, Édouard, l'un de ses 13 enfants de son mariage avec Adélaïde Burnand, devient le propriétaire, avant de le revendre en 1893 à sa sœur Amélie Liais et à son beau-frère, le docteur Frédérique-Auguste Guiffart, qui fut notamment médecin chef de l’hospice de Cherbourg.
Leur fille Eugénie, épouse de l'officier militaire Henri Bailly, hérite ensuite de la propriété. Ce dernier s'était fait connaître en 1884, lors de la conquête française du Tonkin. Devenue veuve, Eugénie loue l'immeuble à l’administration des Douanes à partir de 1921. Ensuite, elle le vend à la Chambre de commerce de Cherbourg.
Après plusieurs affectations différentes, l'édifice est racheté par la Caisse d’Épargne et de Prévoyance en 1978. Elle le restaure, en fait son siège local et y aménage des appartements privés dans les étages.
En novembre 2020, le rez-de-chaussée est acheté par un huissier pour y installer son étude.

## Architecture

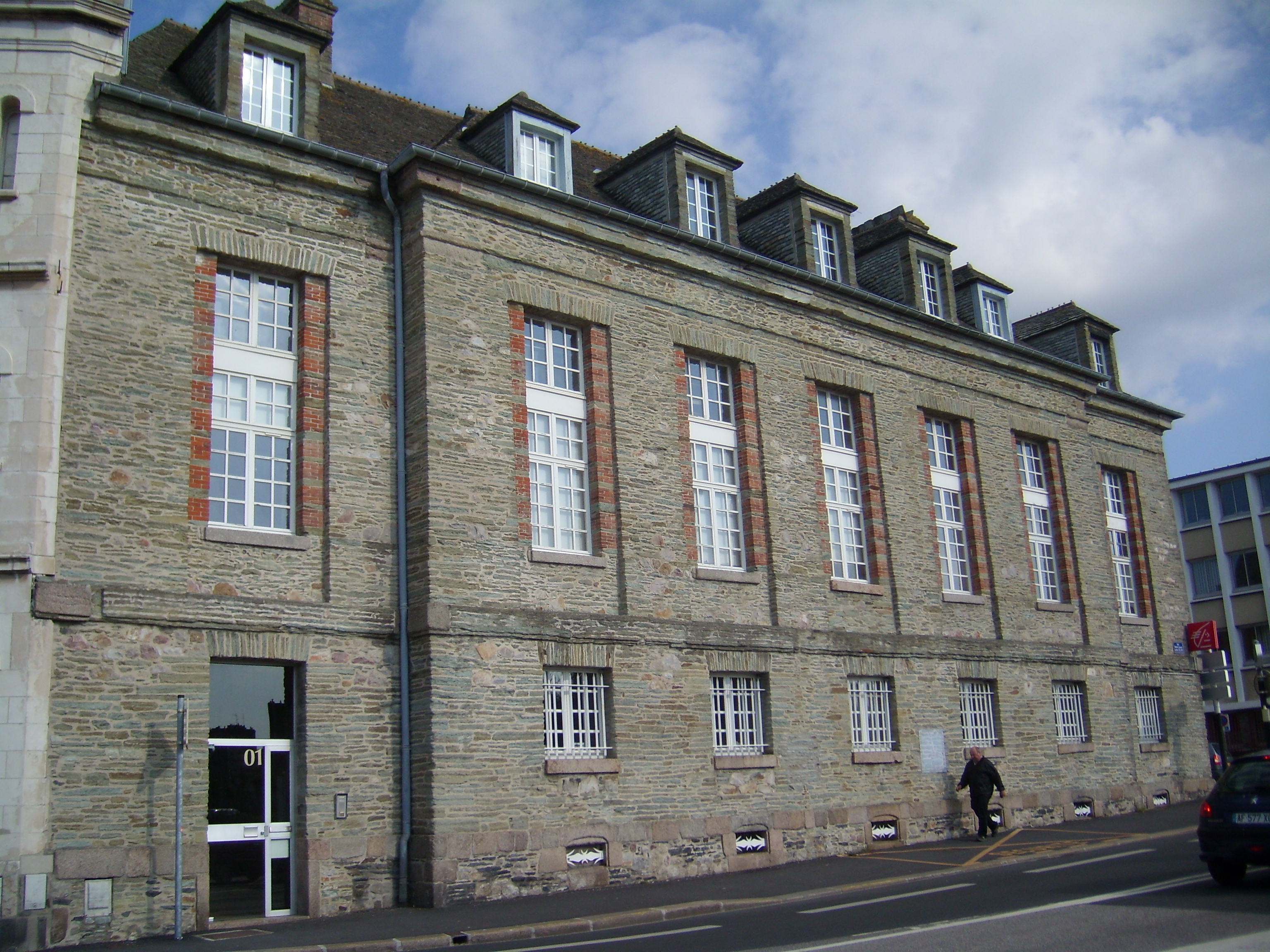
La façade du quai Lawton-Collins.

L'édifice est construit en schiste (couverture et corps de bâtiment) et briques rouges (encadrement des fenêtres).
D'uniques grandes baies courent sur le premier et le deuxième étage d'un seul jet. Le bandeau visible est le « nez de plancher ».
Il est inscrit au titre des monuments historiques depuis le 16 février 1965.